# Inostrancevia
Inostrancevia är ett utdött släkte av köttätande therapsider, som innehåller de största medlemmarna av familjen Gorgonopsidae. De var hundliknande rovdjur med sabelliknande tänder.